# الألجام (سنحان)

تعديل مصدري - تعديل

الألجام هي إحدى قرى عزلة الربع الغربي بمديرية سنحان وبني بهلول التابعة لمحافظة صنعاء، بلغ تعداد سكانها 1068 نسمة حسب تعداد اليمن لعام 2004.